# Jodie Stimpson
Jodie Lee Stimpson (* 8. Februar 1989 in Oldbury, West Midlands) ist eine ehemalige britische Triathletin. Sie ist Junioren-Weltmeisterin Aquathlon des Jahres 2006, U23-Vizeweltmeisterin des Jahres 2008, Britische Staatsmeisterin 2009 und Gewinnerin der British Triathlon Super Series 2010.

## Werdegang
In Großbritannien vertritt Jodie Stimpson den Verein Team Dillon (von Michelle Dillon) und gehörte dem britischen Olympia-Projekt Team 2012 an.

### Junioren-Weltmeisterin Aquathlon 2006
Im August 2006 wurde sie in Lausanne Junioren-Weltmeisterin Aquathlon.
In Frankreich startet Stimpson als internationaler Elite-Star im Triathlon für den Verein Poissy Tri in der Club-Meisterschaftsserie Lyonnaise des Eaux.
Am 18. Juli 2010, gewann Stimpson in Paris, dem einzigen Lyonnaise-Triathlon, an dem sie 2010 teilgenommen hatte, die Goldmedaille und sicherte zusammen mit Erin Densham und Jodie Swallow ihrem Club die Silbermedaille.

### Team-Weltmeisterin Triathlon 2011
Im August 2011 wurde sie in Lausanne im britischen Mixed-Team zusammen mit Helen Jenkins, Jonathan Brownlee und Alistair Brownlee Team-Weltmeister.
2014 konnte sie in Glasgow die Commonwealth Games für sich entscheiden.
Im März 2016 gewann sie das Auftaktrennen der Triathlon-Weltmeisterschafts-Rennserie 2016 in Abu Dhabi. Jodie Stimpson verpasste im April 2016 als Zweitplatzierte in Kapstadt im dritten Rennen der World Triathlon Serie die teaminterne Qualifikation für die Olympischen Spiele in Rio. Es waren Helen Jenkins, Non Stanford und Vicky Holland, Gordon Benson sowie die Brüder Alistair und Jonathan Brownlee in Brasilien für Großbritannien am Start. Im Juni gewann sie für EJOT Team TV Buschhütten das Bundesliga-Rennen in Düsseldorf, bei dem auch die Deutsche Meisterschaft auf der Sprintdistanz ausgetragen wurde. Im September belegte sie den siebten Rang in der Jahreswertung 2016 der ITU-Weltmeisterschaft auf der Triathlon-Kurzdistanz.
Im September 2018 belegte sie hinter Vicky Holland (Rang 1), Georgia Taylor-Brown (Rang 3) und Jessica Learmonth (Rang 5) als viertbeste Britin den siebten Rang in der Jahreswertung der ITU-Weltmeisterschaftsrennserie.
Im März 2021 konnte die damals 32-Jährige mit der Challenge Miami das erste Rennen auf der Halbdistanz (1,5 km Schwimmen, 60,3 km Radfahren und 16,9 km Laufen) gewinnen.
Seit 2022 tritt Jodie Stimpson nicht mehr international in Erscheinung.

## Sportliche Erfolge
| Datum/Jahr    | Rang | Wettbewerb                                          | Austragungsort | Zeit     | Bemerkung                                                          |
| ------------- | ---- | --------------------------------------------------- | -------------- | -------- | ------------------------------------------------------------------ |
| 5. Juni 2022  | 1    | Escape from Alcatraz Triathlon                      | San Francisco  |          |                                                                    |
| 29. Juni 2019 | 13   | ITU World Championship Series 2019                  | Montreal       | 01:00:14 | hinter Katie Zaferes                                               |
| 9. Juni 2019  | 15   | ITU World Championship Series 2019                  | Leeds          | 01:59:45 | hinter Georgia Taylor-Brown                                        |
| 15. Sep. 2018 | 10   | ITU World Championship Series 2018                  | Gold Coast     | 01:53:41 |                                                                    |
| 18. März 2018 | 2    | ETU Sprint Triathlon European Cup                   | Gran Canaria   | 01:03:43 | hinter Georgia Taylor-Brown                                        |
| 16. Sep. 2017 | 8    | ITU World Championship Series 2017                  | Rotterdam      | 02:02:20 | im letzten Rennen der Rennserie („Grand Final“)                    |
| 3. März 2017  | 2    | ITU World Championship Series 2017                  | Abu Dhabi      | 02:03:46 | erstes Rennen der Saison                                           |
| 16. Juli 2016 | 4    | ITU World Championship Series 2016                  | Hamburg        | 00:57:52 |                                                                    |
| 26. Juni 2016 | 1    | T3 Triathlon Düsseldorf                             | Düsseldorf     | 00:57:28 | Sprintdistanz                                                      |
| 24. Apr. 2016 | 2    | ITU World Championship Series 2016                  | Kapstadt       | 00:59:56 |                                                                    |
| 12. März 2016 | 1    | ITU Triathlon World Cup                             | Mooloolaba     | 00:58:31 |                                                                    |
| 5. März 2016  | 1    | ITU World Championship Series 2016                  | Abu Dhabi      | 01:56:10 | Siegerin im ersten Rennen der Saison                               |
| 2. Aug. 2015  | 10   | ITU World Olympic Qualification Event               | Rio de Janeiro | 02:01:04 |                                                                    |
| 7. März 2015  | 17   | ITU World Championship Series 2015                  | Abu Dhabi      | 01:00:11 | beim ersten Rennen der Saison auf der Sprintdistanz                |
| 24. Juli 2014 | 1    | Commonwealth Games 2014                             | Glasgow        | 01:58:56 |                                                                    |
| 26. Apr. 2014 | 1    | ITU World Championship Series 2014                  | Kapstadt       | 01:46:11 |                                                                    |
| 5. Apr. 2014  | 1    | ITU World Championship Series 2014                  | Auckland       | 02:08:34 | erstes Rennen der Triathlon-Weltmeisterschaftsserie 2014           |
| 6. Okt. 2013  | 1    | Garmin Barcelona Triathlon                          | Barcelona      | 01:54:29 |                                                                    |
| 28. Juli 2013 | 1    | London Triathlon                                    | London         | 01:57:36 |                                                                    |
| 6. Juli 2013  | 1    | ITU World Championship Series 2013                  | Kitzbühel      | 01:03:22 |                                                                    |
| 2. Juni 2013  | 3    | ITU World Championship Series 2013                  | Madrid         | 02:05:14 |                                                                    |
| 11. Mai 2013  | 3    | ITU World Championship Series 2013                  | Yokohama       | 01:57:20 |                                                                    |
| 23. Feb. 2013 | 1    | OTU Sprint Triathlon Oceania Cup                    | Devonport      | 01:03:34 | [ 7 ]                                                              |
| 26. Mai 2012  | 13   | ITU Triathlon World Championship Series 2012        | Madrid         | 02:07:58 |                                                                    |
| 29. Apr. 2012 | 3    | 5150 St. Anthony’s Triathlon                        | St. Petersburg | 01:59:37 |                                                                    |
| 16. Okt. 2011 | 3    | Barcelona Triathlon                                 | Barcelona      | 01:54:58 |                                                                    |
| 10. Sep. 2011 | 34   | ITU World Championship Series 2011                  | Peking         | 02:02:58 |                                                                    |
| 21. Aug. 2011 | 1    | ITU Triathlon World Championship Mixed Relay        | Lausanne       | 00:19:50 | im Team mit Helen Jenkins, Jonathan Brownlee und Alistair Brownlee |
| 30. Juli 2011 | 1    | London Triathlon                                    | London         | 01:56:48 |                                                                    |
| 24. Juni 2011 | 10   | ETU Short Distance Triathlon European Championships | Pontevedra     | 02:06:41 | Europameisterschaft                                                |
| 19. Juni 2011 | 19   | ITU World Championship Series 2011                  | Kitzbühel      |          |                                                                    |
| 8. Mai 2011   | 1    | Siegerland-Cup                                      | Buschhütten    |          | in Kreuztal-Buschhütten                                            |
| 2010          | 2    | London Triathlon                                    | London         |          |                                                                    |
| 2. Aug. 2009  | 8    | London Triathlon                                    | London         | 02:01:49 |                                                                    |
| 20. Juni 2009 | 2    | ETU Triathlon European Championship U23             | Tarzo Revine   |          | Zweite bei der U23-Europameisterschaft                             |
| 30. Aug. 2007 | 26   | ITU Triathlon World Championship Junior Women       | Hamburg        |          | in der Jugend-Klasse                                               |
| 24. Juli 2005 | 1    | ETU Triathlon European Championship Junior Women    | Alexandroupoli |          | Europameisterin Junioren in der Teamwertung                        |

| Datum/Jahr    | Rang | Wettbewerb                                                    | Austragungsort | Zeit     | Bemerkung                                                                                         |
| ------------- | ---- | ------------------------------------------------------------- | -------------- | -------- | ------------------------------------------------------------------------------------------------- |
| 12. März 2021 | 1    | Challenge Miami                                               | Miami          | 03:01:04 | Siegerin der Erstaustragung                                                                       |
| 6. Dez. 2020  | 15   | PTO Professional Triathletes Organisation World Championships | Daytona Beach  | 03:36:38 | PTO-Weltmeisterschaft (2 km Schwimmen, 80 km Radfahren und 18 km Laufen)                          |
| 7. Dez. 2019  | 2    | Ironman 70.3 Bahrain                                          | Manama         | 03:52:51 | erster Start bei einem Ironman 70.3-Rennen (1,9 km Schwimmen, 90 km Radfahren und 21,1 km Laufen) |
| 6. Dez. 2014  | 8    | Challenge Bahrain                                             | Bahrain        | 04:05:51 | erster Start auf der Mitteldistanz; bei der Erstaustragung                                        |

| Datum/Jahr    | Rang | Wettbewerb                                    | Austragungsort | Zeit     | Bemerkung                        |
| ------------- | ---- | --------------------------------------------- | -------------- | -------- | -------------------------------- |
| 30. Aug. 2006 | 1    | ITU Aquathlon World Championship Junior Women | Lausanne       | 00:34:23 | Junioren-Weltmeisterin Aquathlon |